# Milan Hájek
Milan Hájek (* 1962) ist ein ehemaliger tschechoslowakischer Radrennfahrer und nationaler Meister im Radsport.

## Sportliche Laufbahn
Hájek war Bahnradfahrer. In den Jahren 1984 bis 1986 und 1988 gewann er den nationalen Titel im 1000-Meter-Zeitfahren. 1987 wurde er Dritter der Meisterschaft, als Vratislav Šustr den Titel gewann. 1990 wurde er erneut Dritter und 1992 Vize-Meister.
Bei den nationalen Meisterschaften im Sprint wurde er 1984 bis 1987 jeweils Zweiter. 1988 gewann er die Bronzemedaille. Den Grand Prix Brno im Zeitfahren gewann Hájek dreimal.